# Bitwa pod Budą Zaborowską

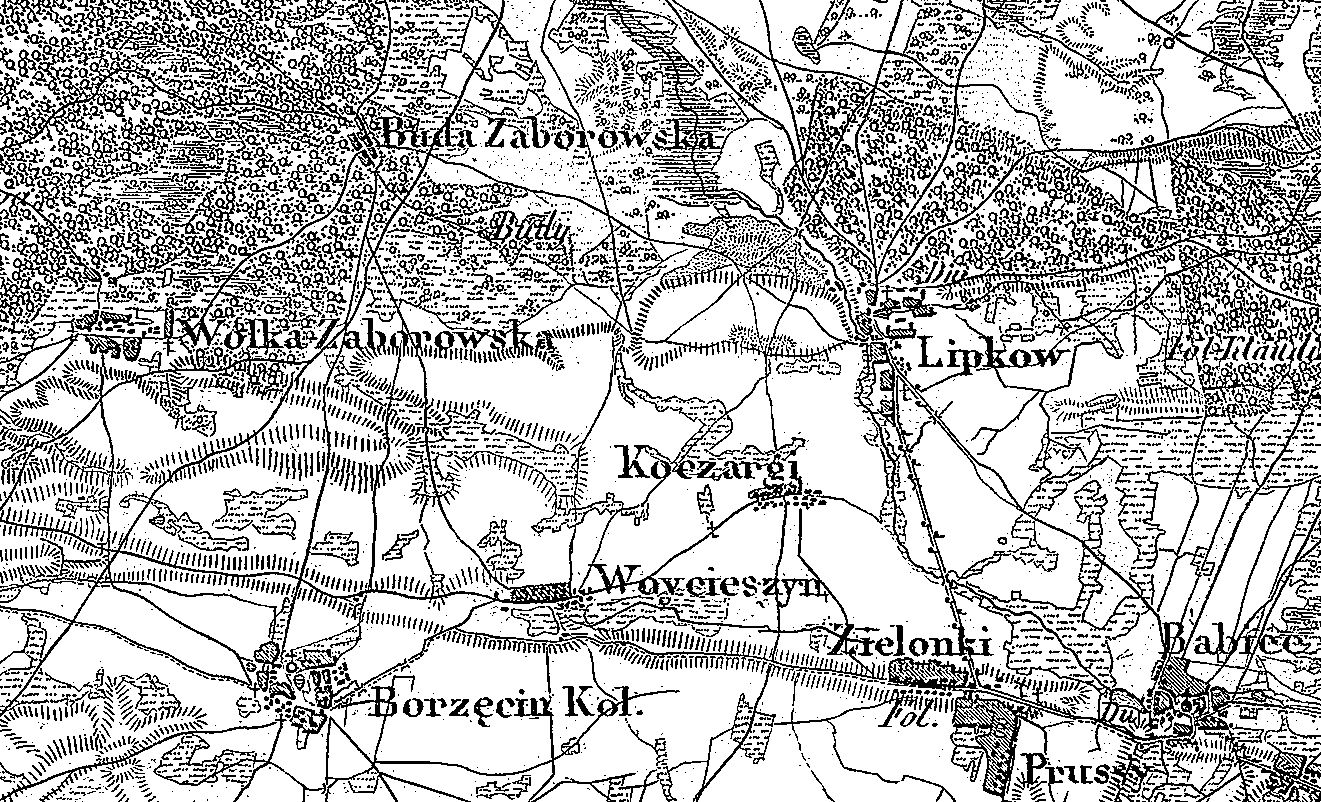
Mapa terenu bitwy z 1843

Bitwa pod Budą Zaborowską – bitwa stoczona 14 kwietnia 1863 roku niedaleko wsi Buda Zaborowska pomiędzy wojskami rosyjskimi gen. Krüdenera a oddziałem powstańców styczniowych "Dzieci Warszawy", dowodzonym przez majora Walerego Remiszewskiego.

## Przed bitwą
Od 12 stycznia 1863 roku do Puszczy Kampinoskiej uciekała młodzież z Warszawy i okolic przed branką do carskiej armii, a ta miała miejsce w nocy z 14 na 15 stycznia na podstawie imiennych list. W nocy z 18 na 19 stycznia młodzież zorganizował i wyprowadził z Puszczy Zygmunt Padlewski, który dotarł tu 17 stycznia. Padlewskiemu udało się sformować z ok. 1000 ludzi oddziały strzelców i kosynierów, a nawet chłopów uzbrojonych w zwykłe drągi. Wyjście z Puszczy odbyło się przez Wisłę po pękającym lodzie w kierunku guberni płockiej, a dowództwo Padlewski przekazał Aleksandrowi Rogalińskiemu. W ten sposób ocalono ludzi przed rzezią w Puszczy, bowiem już wyruszyły wojska carskie. W Puszczy pozostała jednak część młodzieży, a wciąż do lasu przedostawali się nowi uciekinierzy. 
Na noc z 11 na 12 kwietnia 1863, kiedy to prawosławni obchodzą Wielkanoc, więźniowie Cytadeli Warszawskiej Jarosław Dąbrowski ps. "Łokietek" oraz Bronisław Szwarce zaplanowali ucieczkę licząc na to, że strażnicy będą pijani. Dąbrowski domagał się, aby od strony Kampinosu do Cytadeli podszedł jakiś oddział partyzancki i ułatwił im ucieczkę. 

## Bitwa
12 kwietnia 1863 roku w lasach w okolicach Zaborowa mjr Walery Remiszewski rozpoczął formowanie oddziału "Dzieci Warszawy" w sile ok. 240 (250) ludzi. Oddział ten ruszył w kierunku Cytadeli, ale Rosjanie wzmogli czujność i członkom oddziału udało się dojść jedynie do lasów w rejonie Starych Babic. Gdy 13 kwietnia naprzeciw powstańcom wyruszyli Rosjanie, ci szybko wycofali się przez Lipków i Truskaw w głąb Puszczy. 
14 kwietnia obozujący oddział Remiszewskiego został niespodziewanie zaatakowany przez przeważające siły wojsk rosyjskich w liczbie 670 żołnierzy (500). Huzarzy i kozacy, wspierani przez piechotę, rozbili oddział polskich wojsk powstańczych. Mjr Remiszewski był w tym czasie chory i nie mógł skutecznie dowodzić, a oddział powstańczy uzbrojony był głównie w kosy. 
Po stronie polskiej poległo 30 ludzi, w tym sam dowódca mjr Remiszewski. Bilans strat powiększył się do 72 zabitych i 9 rannych, gdy kozacy wymordowali prawie wszystkich rannych powstańców. Po stronie rosyjskiej straty wyniosły ok. 50 zabitych i rannych. 
Inne źródła oceniają, że poległo tam około 150-200 powstańców, a oddział liczył około 250-300 powstańców. 

## Po bitwie
Po rozproszeniu wojsk Remiszewskiego pod Budą Zaborowską Rosjanie wysłali dwie roty piechoty i sotnię Kozaków, które ścigały powstańców w pobliżu Kampinosu - ci zostali wybici w potyczkach pod Górkami i Dąbrową Starą.
Po bitwie pozostała mogiła powstańców styczniowych, obecnie w Zaborowie Leśnym. Spoczywa tam według jednych źródeł 72, według innych - 76 powstańców. Miejscowa legenda mówi, że spoczywa tam tylu powstańców, ile jest gwoździ na krzyżu, a gwoździ jest 76. Dodatkowo szacuje się, że ok. 80 powstańców pochowano na cmentarzach parafialnych, m.in. na cmentarzu parafialnym w Kampinosie czy 29 poległych znanych z imienia i nazwiska lub zawodu pochowanych na cmentarzu parafialnym w Zaborowie. 
Innymi pamiątkami po tej bitwie są Sosna Powstańców Styczniowych w miejscowości Górki oraz Dąb Powstańców Styczniowych w uroczysku Wystawa k. Bielin Kampinoskich, miejsce męczeńskiej śmierci powstańców powieszonych przez Rosjan.
Jedną z form pamięci o tym wydarzeniu jest Rajd Powstania Styczniowego, który odbywa się na polu bitwy - pierwszy miał miejsce 14 kwietnia 2012. 26 stycznia 2013 odbył się Rajd Szlakiem Powstańców Styczniowych 1863 na nartach biegowych na trasie Granica-Sosna Powstańców zorganizowany przez powiat warszawski zachodni, gminę Kampinos i Kampinoski Park Narodowy.